# 中華民国とバチカンの関係
本項では、中華民国とバチカンの関係（繁体字中国語: 中華民國－聖座（梵蒂岡）關係, ラテン語: Sancta Sedes et Res publica Sinarum necessitudo, イタリア語: Il rapporto tra la Santa Sede e il Repubblica di Cina, ちゅうかみんこくとバチカンしこくのかんけい）について記述する。両国の関係は1922年に非外交レベルで、1942年に外交レベルで確立された。中華民国が国共内戦に敗れて大陸を放棄して台湾に移転した1949年以降は、台湾とバチカン市国の関係（たいわんとバチカンしこくのかんけい）として言及されることも少なくない。バチカンは中華民国を中国を代表する唯一の国家として認めており、中華人民共和国を国家承認していない。

## 歴史
1917年、バチカンと中華民国は、外交関係を樹立することで合意に達した。だが、この動きはフランスが阻止した。1850年代の清国の時代に、アロー号事件（第2次アヘン戦争）が起きて、英仏が勝利、そののちの清仏間での天津条約に、中華地域のカトリック伝道団を｢保護する」条項が含まれていたからである。
1922年、チェルソ・コスタンティーニ大司教が国内の教皇公使の責任者に任命された。コスタンティーニ大司教は外交的地位を持っていなかったが、中華民国政府は1925年の孫文の葬儀において信任された外交使節団と同等の礼遇を行った。コスタンティーニ大司教は1933年に中華民国を去り、マリオ・ツァニン大司教に引き継がれた。
外交関係は1942年10月23日にようやく確立された。そして、1946年にアントニオ・リベリ大司教が蔣介石主席に信任状を捧呈したことで、聖座の使徒代表団は中国における外交的地位を獲得した。
1949年、国共内戦に敗れた中華民国政府は中国大陸から台湾省台北に移動した。多くの外交使節団は政府に従って台北に移ったが、バチカン市国の使節団は大陸に留まり、中国共産党が大陸に樹立した中華人民共和国政府との接触を求めた。しかし、中華人民共和国政府はリベリを外交官として受け入れず、1951年に国外追放処分とした。翌年、リベリは台北に移って公使館の業務を再開し、中華民国との外交関係を継続することになった。
国連は、その後約四半世紀にわたって中華民国政府を中国を代表する政府として認識し続けた。しかし1971年10月25日、国連の加盟国と安全保障理事会の常任理事国が中華人民共和国に移り、中華民国は国連を脱退した（アルバニア決議）。バチカン市国は引き続き中華民国を国家承認しているが、中華民国の国連脱退に伴って駐中国大使を召還し、以降は臨時代理大使のみを派遣している。
2005年4月8日、中華民国総統の陳水扁は、ヨハネ・パウロ2世教皇の葬儀に出席した。2013年3月、馬英九総統がバチカン市国を訪問し、フランシスコ教皇の就任式たる教皇着座式に出席した。しかし、教皇側からは台北を公式訪問したことが一度もなく、最も外遊の多い教皇ヨハネ・パウロ2世でさえ台北を訪問しなかった。
バチカン市国は中華人民共和国との交渉を維持している一方で、中華人民共和国との交渉が中華民国との関係を犠牲にして行われないことを中華民国に保証している。

## ギャラリー

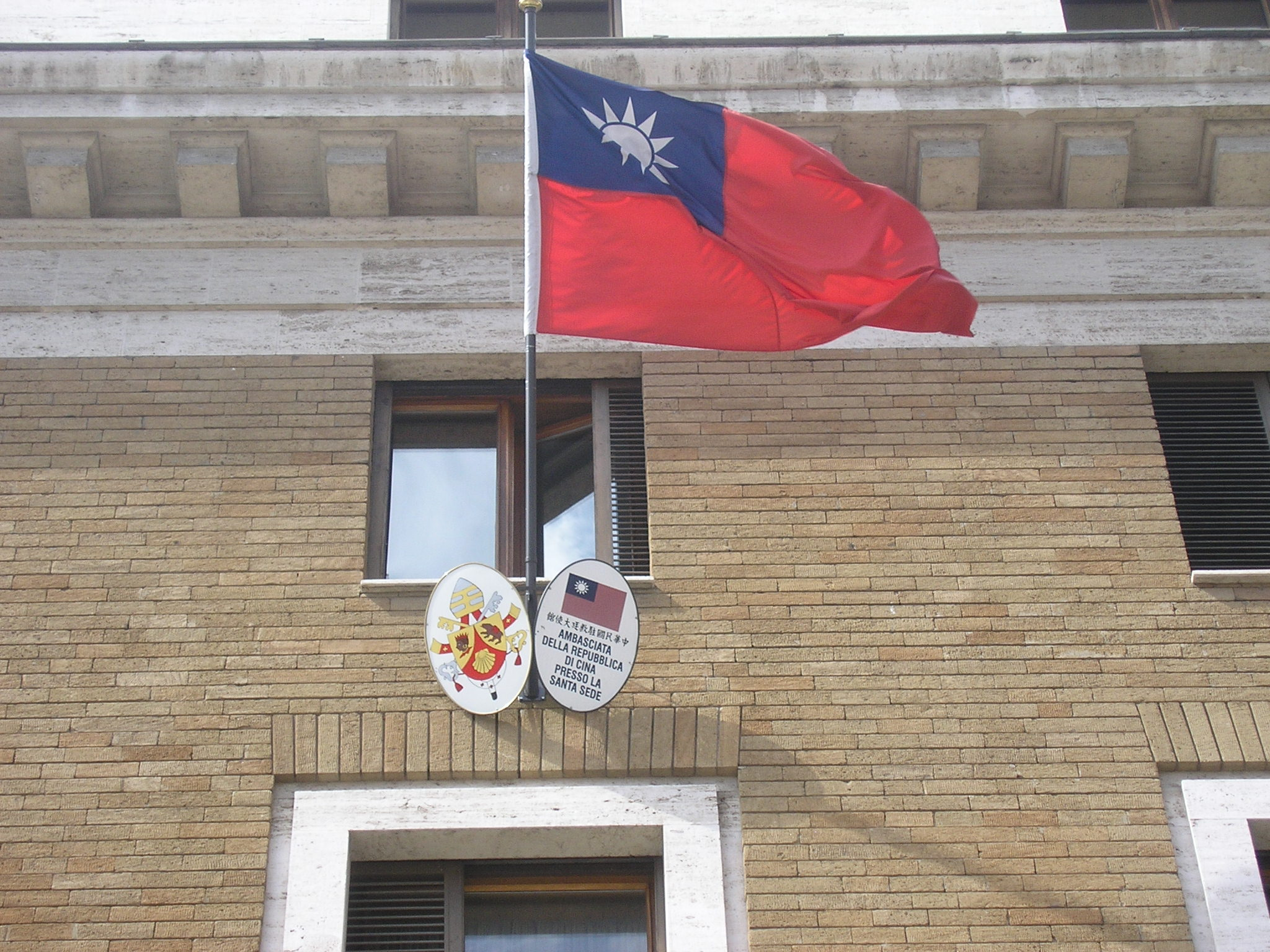
中華民国駐バチカン市国大使館
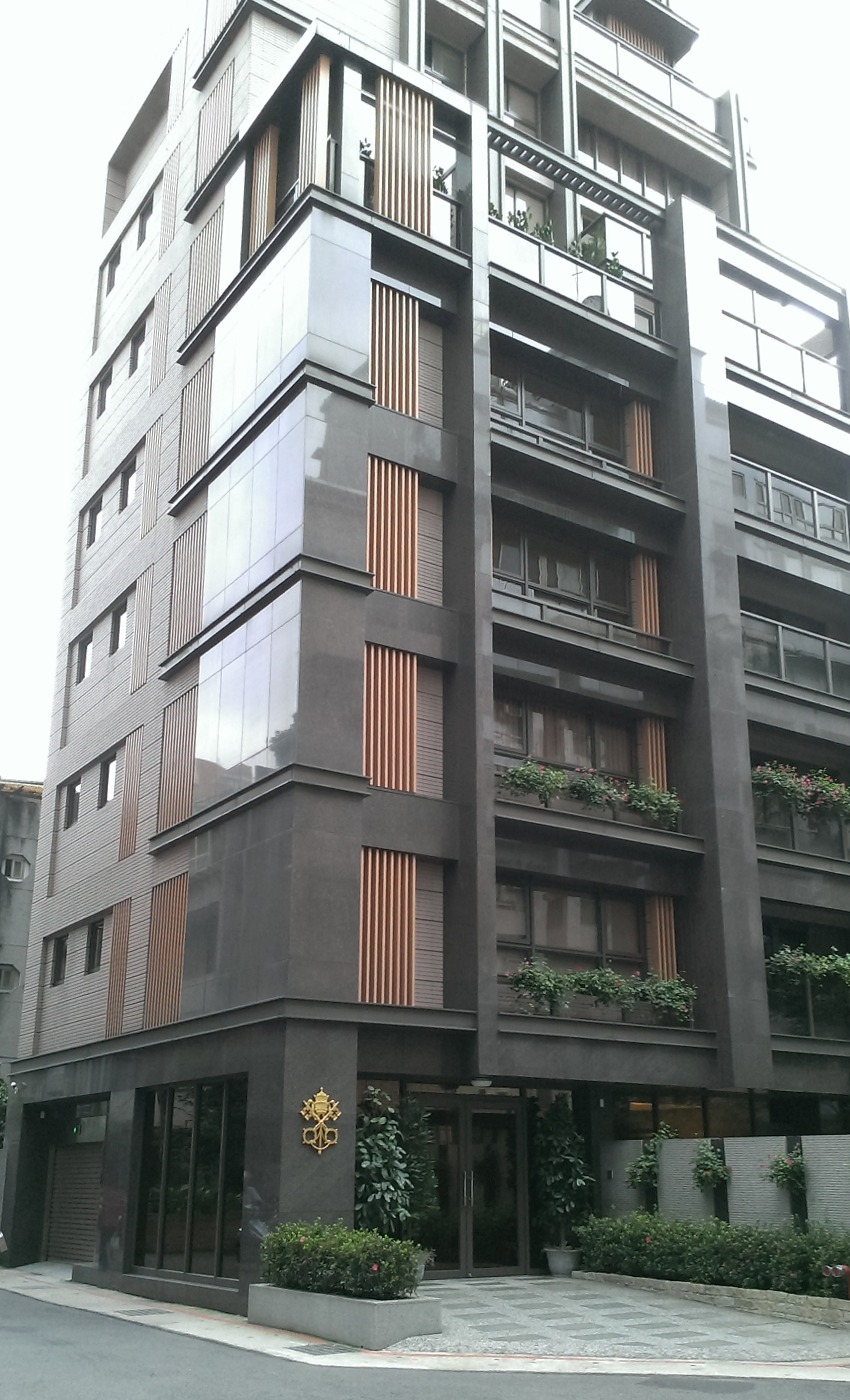
バチカン市国駐中華民国大使館
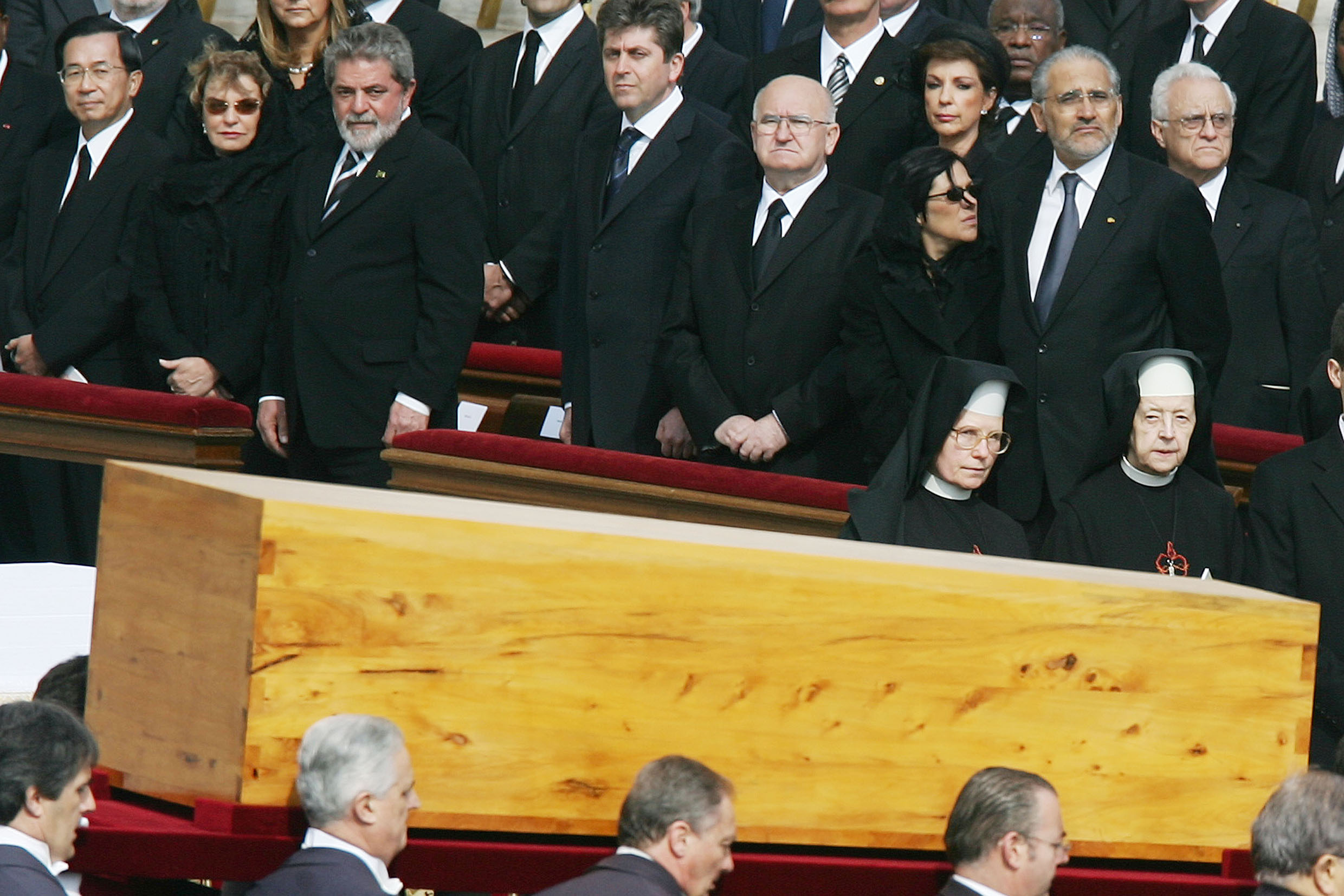
ヨハネ・パウロ2世教皇の葬儀で、台湾（中華民国）の陳水扁総統（左端）が国家元首として参列